# Palazzo Scaruffi
Palazzo Scaruffi è un edificio situato nel centro storico di Reggio Emilia e precisamente in via Crispi. Risale al secolo XVI e prende il nome dalla famiglia del noto studioso di economia Gasparo Scaruffi. A lui si deve l'acquisizione di due importanti statue del Clemente, ora collocate ai due lati del portale del Palazzo Ducale di Modena.
Il palazzo ha subito nel corso del tempo gravi alterazioni. Sono tuttavia preservate le due figure del Clemente negli ovali dell'ingresso, e alcuni affreschi delle sale. Una di queste, dedicata all'Amore, è ornata da scene ispirate all'opera di Apuleio, Le Metamorfosi: l'incontro tra Giove e Antiope, il bagno delle ninfe, episodi della favola di Amore e Psiche. Gli affreschi, di notevole qualità, sono attribuiti al pittore Orazio Perucci, attivo a Novellara, allievo di Nicolò dell'Abate i cui affreschi si trovano nella Rocca di Scandiano.
L'androne di accesso è ricoperto da una volta a padiglione con eleganti archetti e lunette sui quattro lati, ed è caratterizzato da un doppio arco pensile (privo di colonna centrale), con capitello in marmo rosso sovrastato da due teste in terracotta del Clemente. L'ampio scalone che porta al piano nobile è stato ricostruito tra la fine dell'Ottocento e l'inizio del Novecento.
Di recente il palazzo è stato sottoposto ad accurati e complessi lavori di restauro, ed è divenuto sede della locale Camera di Commercio.
| Controllo di autorità | VIAF (EN) 242806425 · GND (DE) 7725083-7 |